# Велен
 Тази статия е за селището в Белгия.  За вида пергамент вижте Велен (пергамент).  
Велен (на нидерландски: Wellen) е селище в Североизточна Белгия, окръг Тонгерен на провинция Лимбург. Намира се на 10 km северозападно от град Тонгерен. Населението му е около 6930 души (2006).